# Kontrasygnata

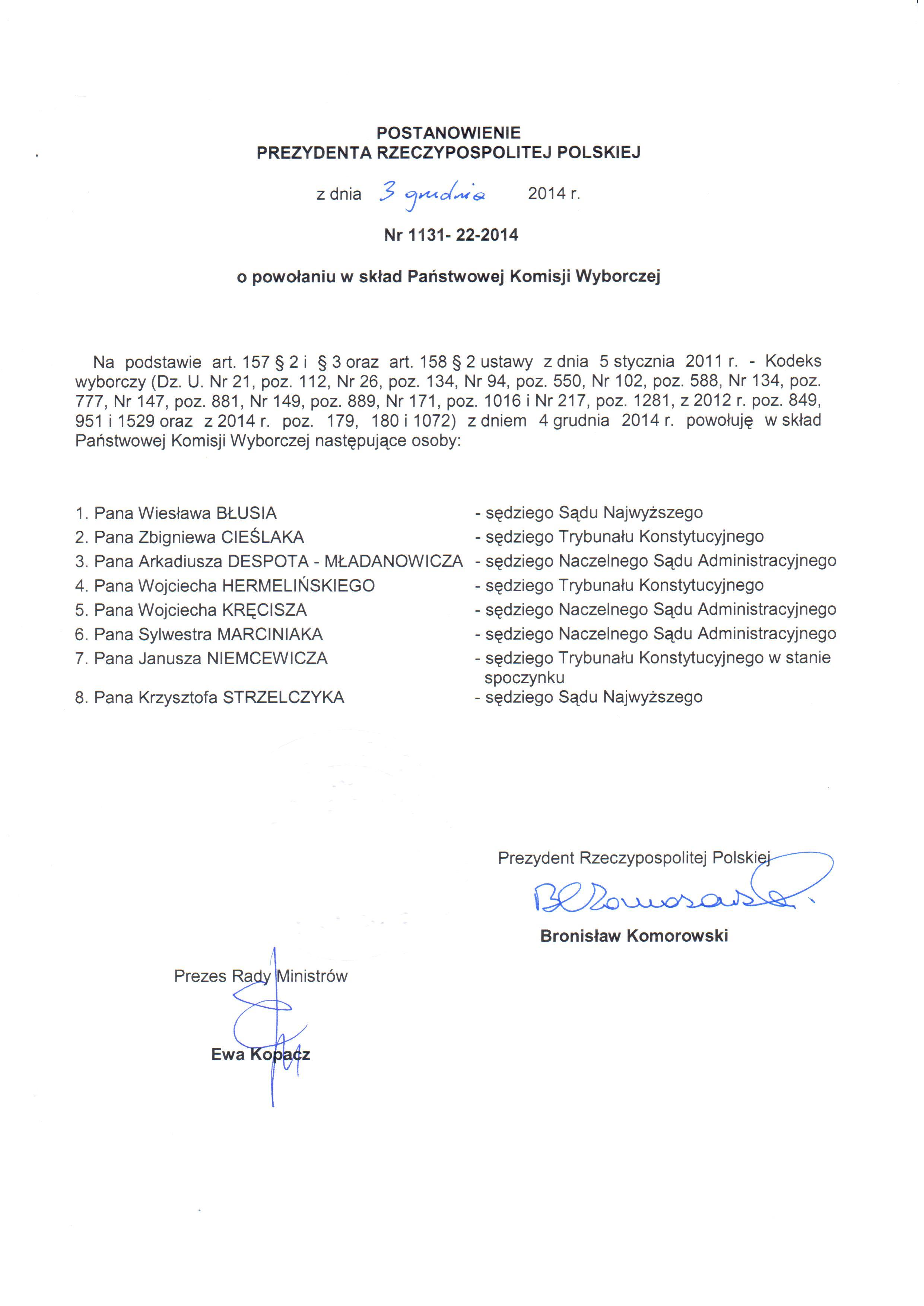
Przykład kontrasygnaty – podpis Prezesa Rady Ministrów Ewy Kopacz na akcie powołania przez prezydenta Bronisława Komorowskiego członków Państwowej Komisji Wyborczej (2014)

Kontrasygnata (łac. contra 'przeciw', signum 'znak; sygnał') – wymóg podpisania dokumentu, np. aktów prawnych jak ustawy bądź rozporządzenia przez drugą osobę, potwierdzające jego ważność. 
W systemie rządów parlamentarno-gabinetowych oznacza najczęściej podpisanie aktu urzędowego wydanego przez głowę państwa – monarchę lub prezydenta – dodatkowo przez premiera lub ministra odpowiedniego resortu.

## W polskim systemie prawnym
Zgodnie z art. 144 ust. 2 Konstytucji RP akty urzędowe Prezydenta wymagają dla swej ważności podpisu Prezesa Rady Ministrów, który przez podpisanie aktu ponosi odpowiedzialność przed Sejmem.
Zasada ta nie obejmuje tzw. prerogatyw Prezydenta, do których należą uprawnienia w zakresie:
1. zarządzania wyborów do Sejmu i Senatu,
2. zwoływania pierwszego posiedzenia nowo wybranych Sejmu i Senatu,
3. skracania kadencji Sejmu w przypadkach określonych w Konstytucji,
4. inicjatywy ustawodawczej,
5. zarządzania referendum ogólnokrajowego,
6. podpisywania albo odmowy podpisania ustawy,
7. zarządzania ogłoszenia ustawy oraz umowy międzynarodowej w Dzienniku Ustaw Rzeczypospolitej Polskiej,
8. zwracania się z orędziem do Sejmu, do Senatu lub do Zgromadzenia Narodowego,
9. wniosku do Trybunału Konstytucyjnego,
10. wniosku o przeprowadzenie kontroli przez Najwyższą Izbę Kontroli,
11. desygnowania i powoływania Prezesa Rady Ministrów,
12. przyjmowania dymisji Rady Ministrów i powierzania jej tymczasowego pełnienia obowiązków,
13. wniosku do Sejmu o pociągnięcie do odpowiedzialności przed Trybunałem Stanu członka Rady Ministrów,
14. odwoływania ministra, któremu Sejm wyraził wotum nieufności,
15. zwoływania Rady Gabinetowej,
16. nadawania orderów i odznaczeń,
17. powoływania sędziów,
18. stosowania prawa łaski,
19. nadawania obywatelstwa polskiego i wyrażania zgody na zrzeczenie się obywatelstwa polskiego,
20. powoływania Pierwszego Prezesa Sądu Najwyższego,
21. powoływania Prezesa i Wiceprezesa Trybunału Konstytucyjnego,
22. powoływania Prezesa Naczelnego Sądu Administracyjnego,
23. powoływania prezesów Sądu Najwyższego oraz wiceprezesów Naczelnego Sądu Administracyjnego,
24. wniosku do Sejmu o powołanie Prezesa Narodowego Banku Polskiego,
25. powoływania członków Rady Polityki Pieniężnej,
26. powoływania i odwoływania członków Rady Bezpieczeństwa Narodowego,
27. powoływania członków Krajowej Rady Radiofonii i Telewizji,
28. nadawania statutu Kancelarii Prezydenta Rzeczypospolitej oraz powoływania i odwoływania Szefa Kancelarii Prezydenta Rzeczypospolitej,
29. wydawania zarządzeń na zasadach określonych w art. 93,
30. zrzeczenia się urzędu Prezydenta Rzeczypospolitej.

Wśród teoretyków prawa konstytucyjnego istnieje spór co do skutków, jakie wywołuje odmowa kontrasygnaty. Zdaniem części odmowa kontrasygnaty winna wiązać się z dymisją rządu.